# مسجد قدیمی حضرت ابوالفضل
مسجد قدیمی حضرت ابوالفضل مربوط به سدهٔ ۱۳ ه.ق است و در شهرستان نظرآباد، دهستان نجم‌آباد، روستای نجم‌آباد، بعد از میدان شهید آزاد رنجیر واقع شده و این اثر در تاریخ ۳ خرداد ۱۳۸۶ با شمارهٔ ثبت ۱۹۱۶۶ به‌عنوان یکی از آثار ملی ایران به ثبت رسیده است.